# Stetoskop
Et stetoskop er et værktøj, der gør det muligt for at opfange lyde fra kroppen (auskultation), især fra lunger og hjerte. At stetoskopere, betyder at undersøge med stetoskop og en stetoskopi er en undersøgelse med stetoskop.
Det bruges også ved måling af blodtrykket (for at erkende pulsen, når trykket langsomt tages af manchetten). Stetoskopet blev udviklet af René Laennec i 1819.
Stetoskop består af de to græske ord stethos (bryst) og skopos (undersøgelse) Hermed er stetoskopets funktion også givet. En undersøger af bryst-regionen.
- Wikimedia Commons har flere filer relateret til Stetoskop